# Quido Lanzaat
Quido Lanzaat (Amszterdam, 1979. szeptember 30. –) holland labdarúgóhátvéd.